# 黑住真
黑住真（1950年11月3日—）是一名日本的思想史家（日本思想史・比較思想宗教・哲学・倫理学）。

## 經歷
黑住真出生於岡山縣，是廣島大學醫學部名譽教授黑住静之的兒子。畢業於修道中学校・高等学校，1974年畢業於東京大学文学部倫理学科、80年同研究所博士課程満期退学。先後擔任東京理科大學助教授、1994年東京大学教養学部助教授（国文漢文学）、98年同綜合文化研究科・教養学部教授。2004年以「近世日本社会と儒教」取得東大学術博士。2016年定年退職、名誉教授。
- 『近世日本社会と儒教』（ぺりかん社、2003）
- 『複数性の日本思想』（ぺりかん社、2006）

### 共著・編著
- 『一神教とは何か 公共哲学からの問い』大貫隆・金泰昌・宮本久雄（東京大學出版會、2006）
- 『思想の身体 徳の巻』編著（春秋社、2007）
- 『日本思想史講座』全５巻 ぺりかん社 2012-2015。苅部直・佐藤弘夫・末木文美士・田尻祐一郎と編集委員
- 『岩波講座 日本の思想』全8巻 岩波書店 2013-2014。苅部直・佐藤弘夫・末木文美士と編集委員

### 翻譯
- ヘルマン・オームス『徳川イデオロギー』清水正之・豊澤一・頼住光子共訳（ぺりかん社、1990）
- ケイト・W・ナカイ『新井白石の政治戦略 儒学と史論』平石直昭・小島康敬共訳（東京大学出版会、2001）